# 彼得·塞維林·柯羅耶

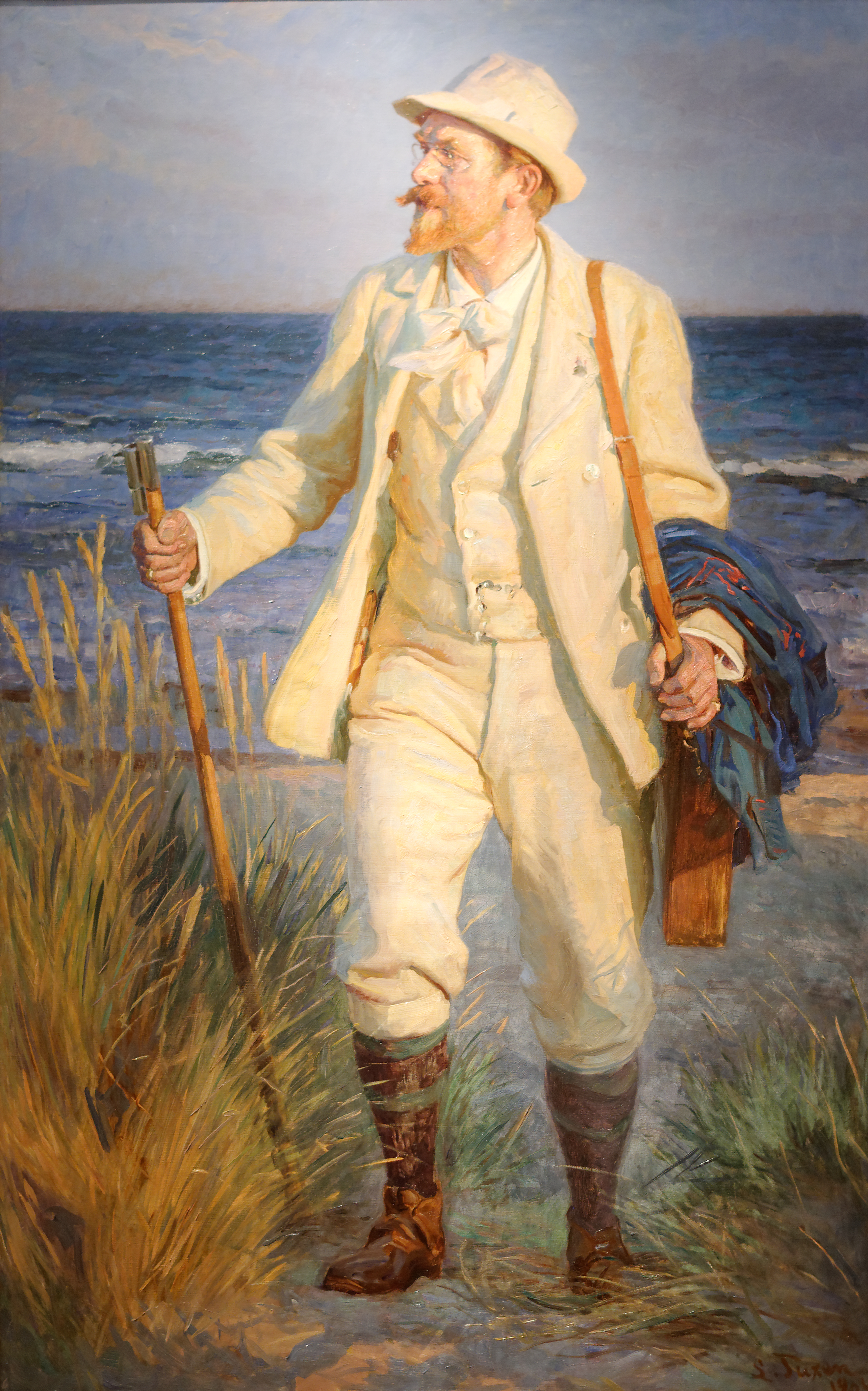
彼得·塞維林·柯羅耶

彼得·塞維林·柯羅耶（丹麥語：Peder Severin Krøyer，1851年7月23日—1909年11月21日）是一名丹麥印象派畫家。
柯羅耶出生於挪威斯塔凡格。19歲時從丹麥皇家美術學院畢業，不久後他前往法國，成為萊昂·博納的學生。1882年他返回丹麥，並定期前往北日德蘭的斯卡恩與其他印象派畫家相聚。他的妻子瑪麗·柯羅耶也是一名畫家。《斯卡恩南邊海灘上的夏夜》是他最知名的作品之一。他在1909年去世。